# Авіаційна промисловість Росії

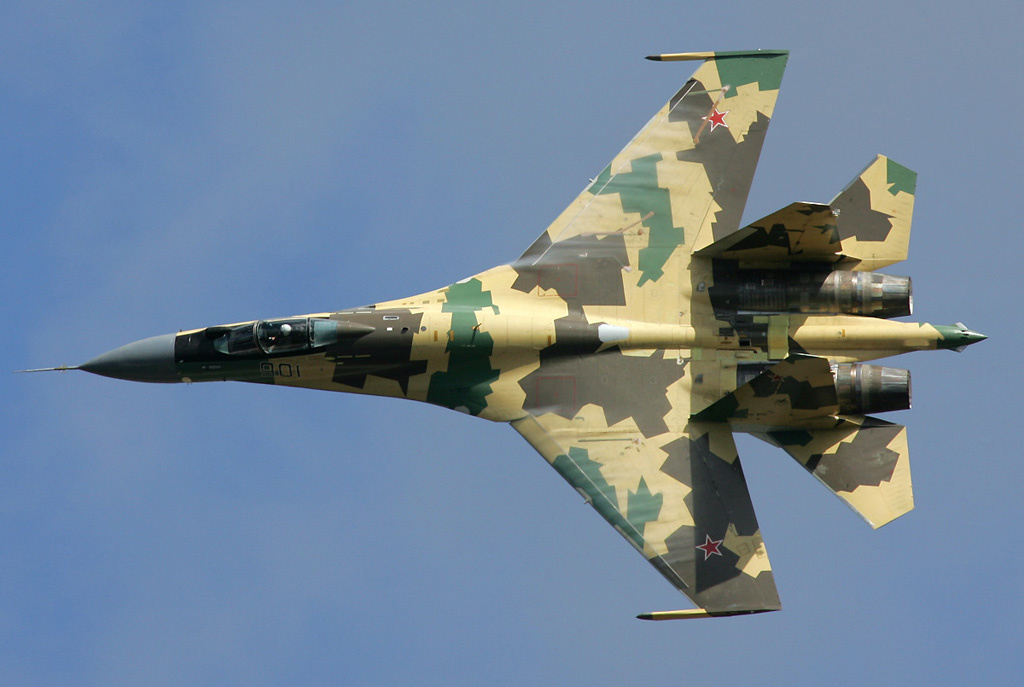
Винищувач Су-35

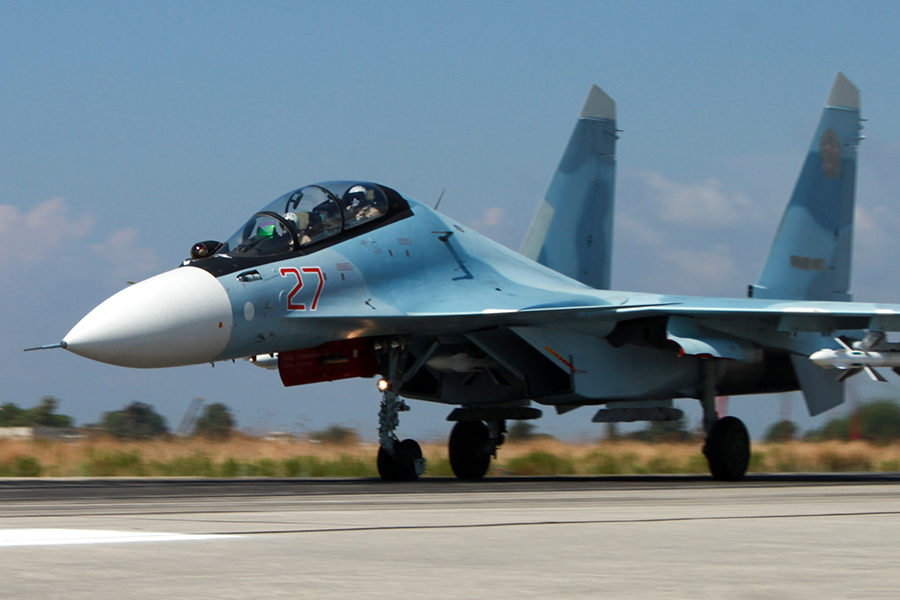
Винищувач Су-30СМ

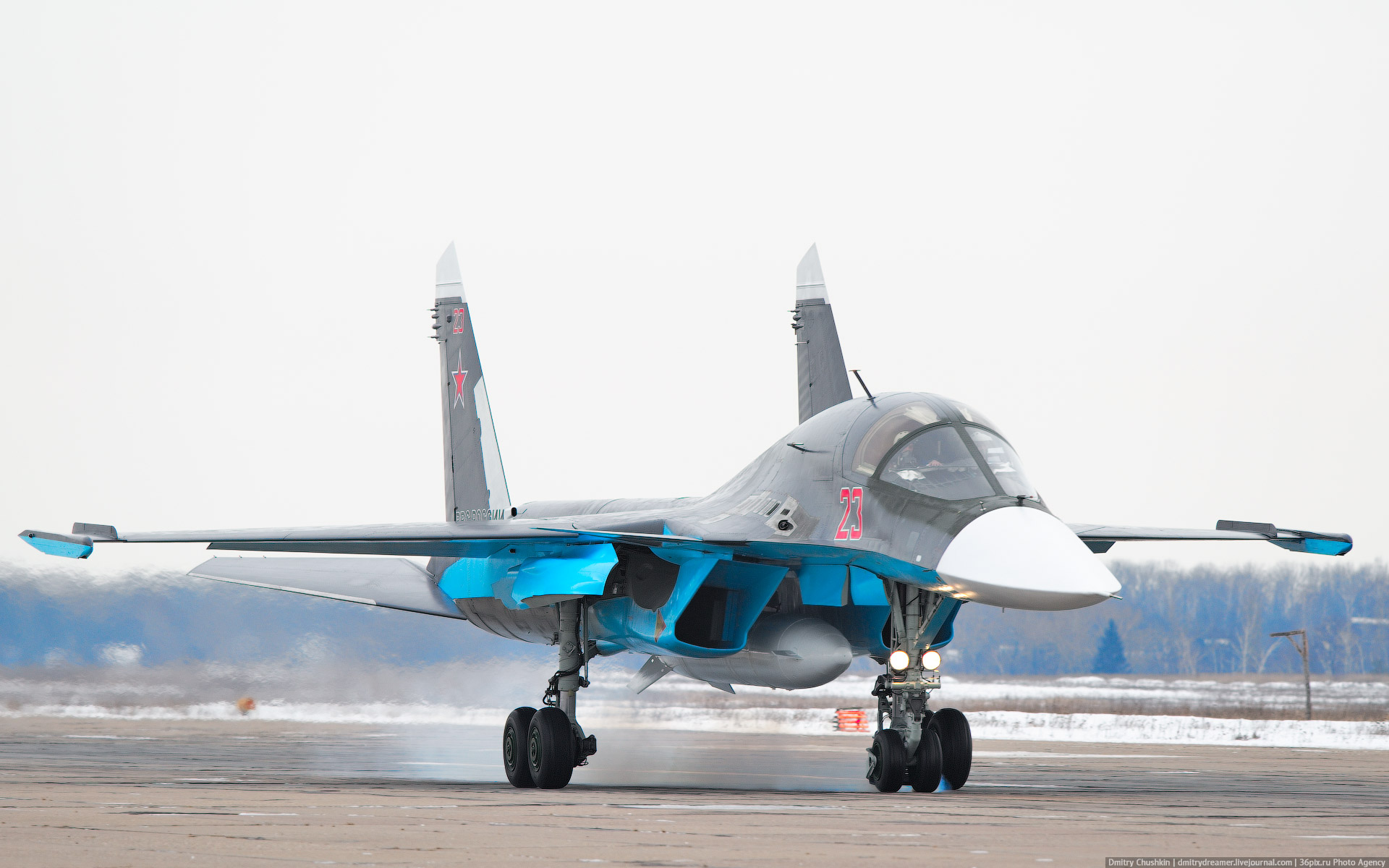
Фронтовий бомбардувальник Су-34

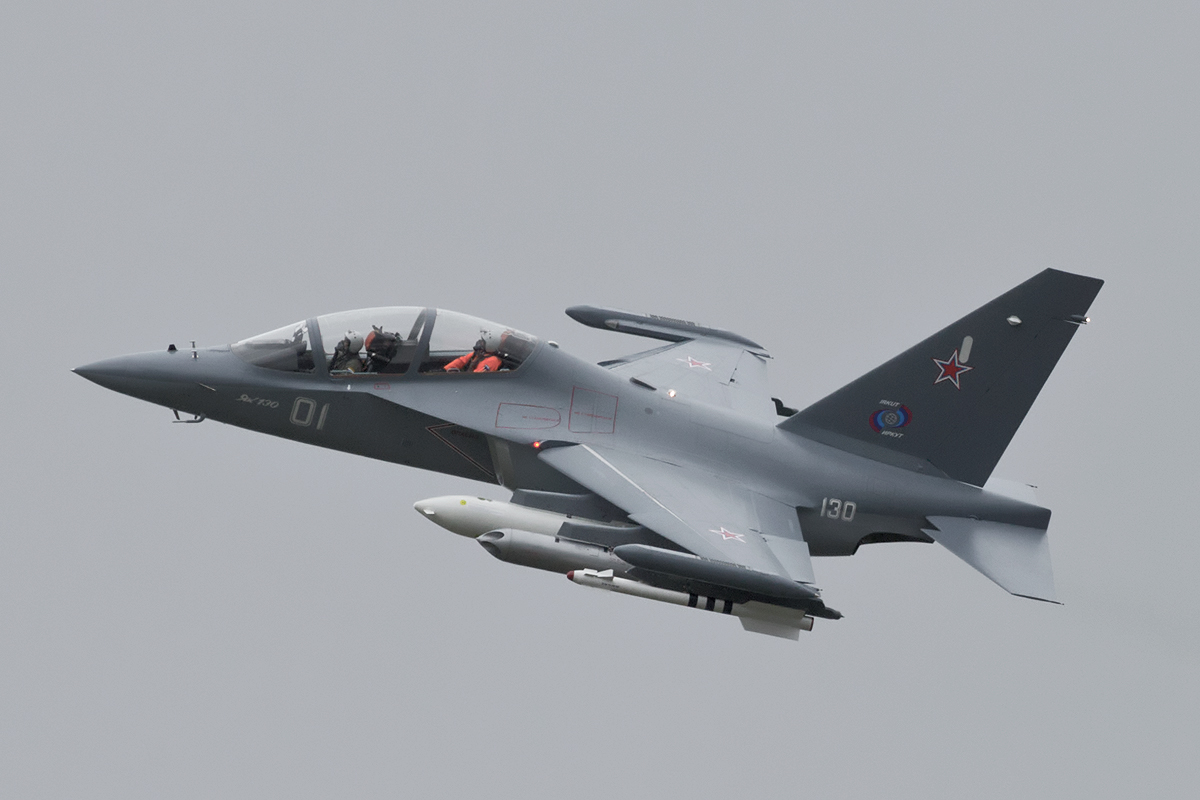
Навчально-бойовий літак Як-130

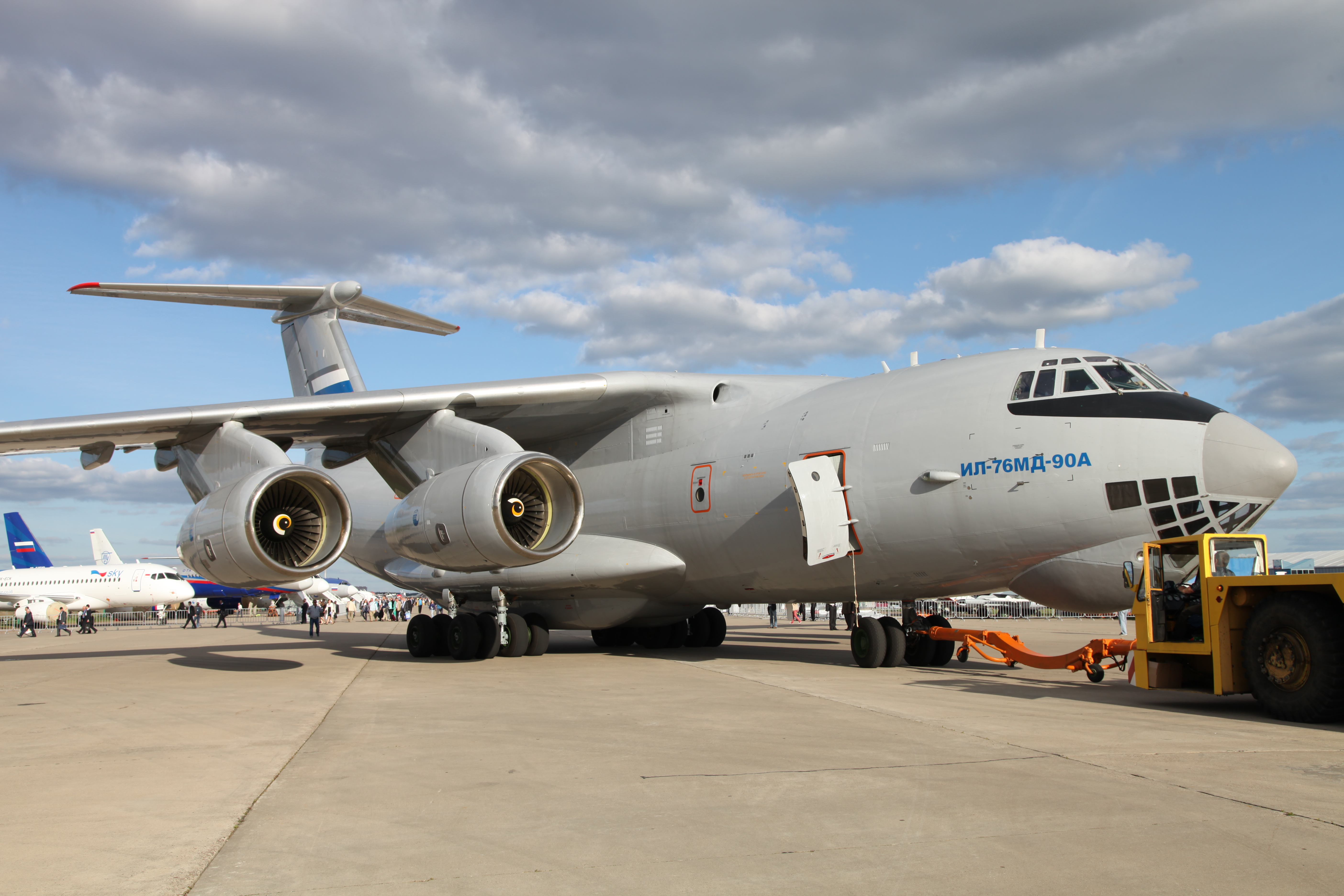
Військово-транспортний літак Іл-76МД-90А

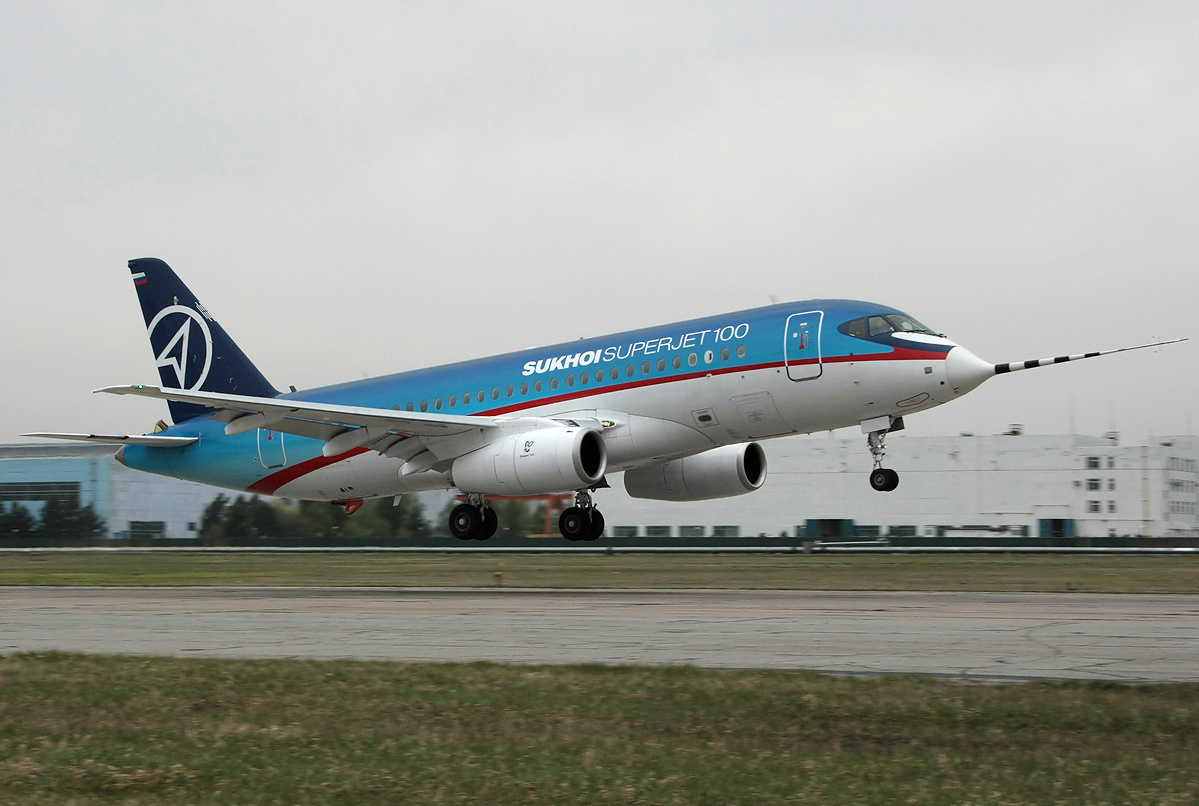
Пасажирський літак SSJ 100

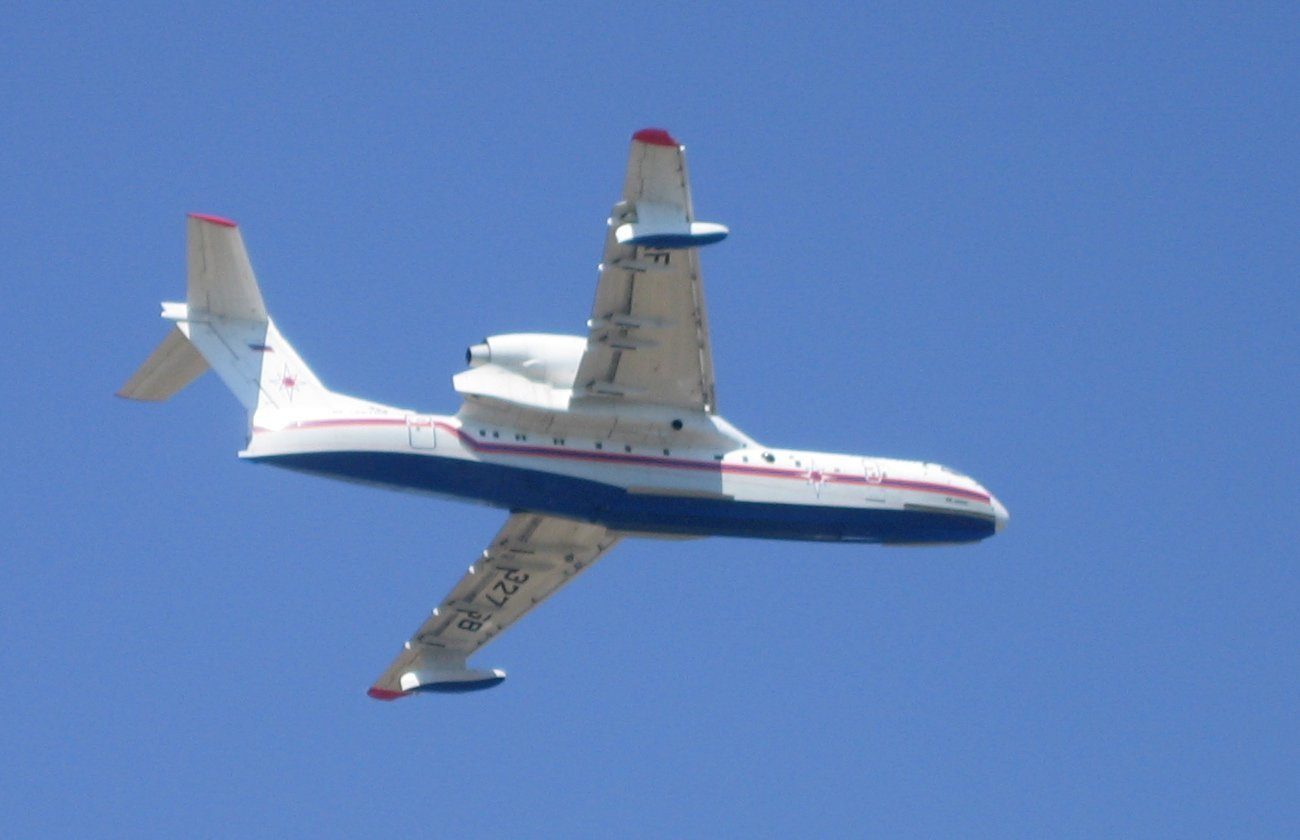
Літак-амфібія Бе-200

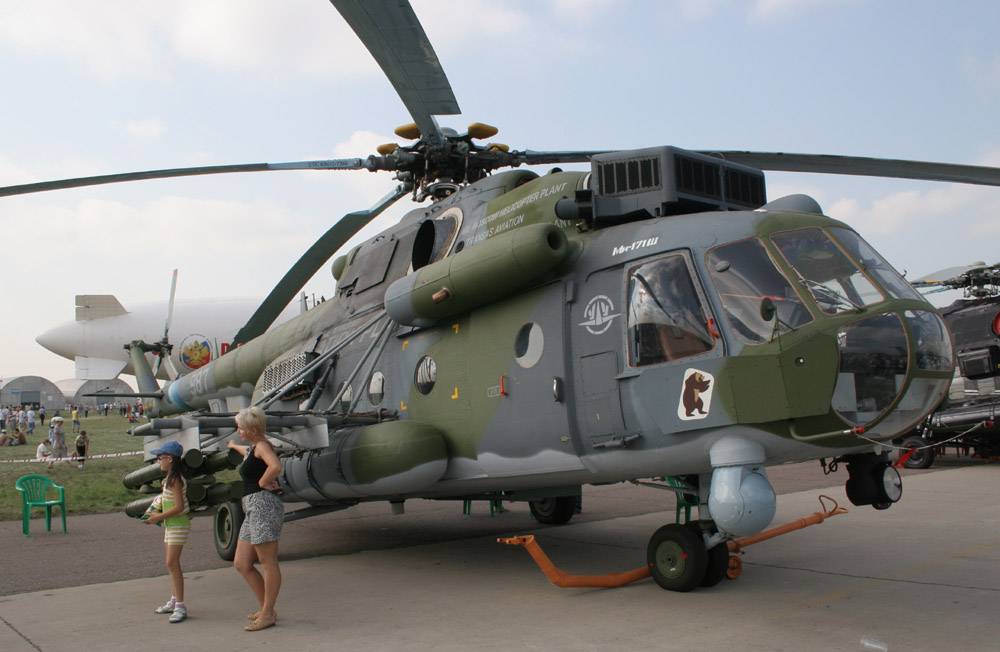
Військово-транспортний вертоліт Мі-171Ш

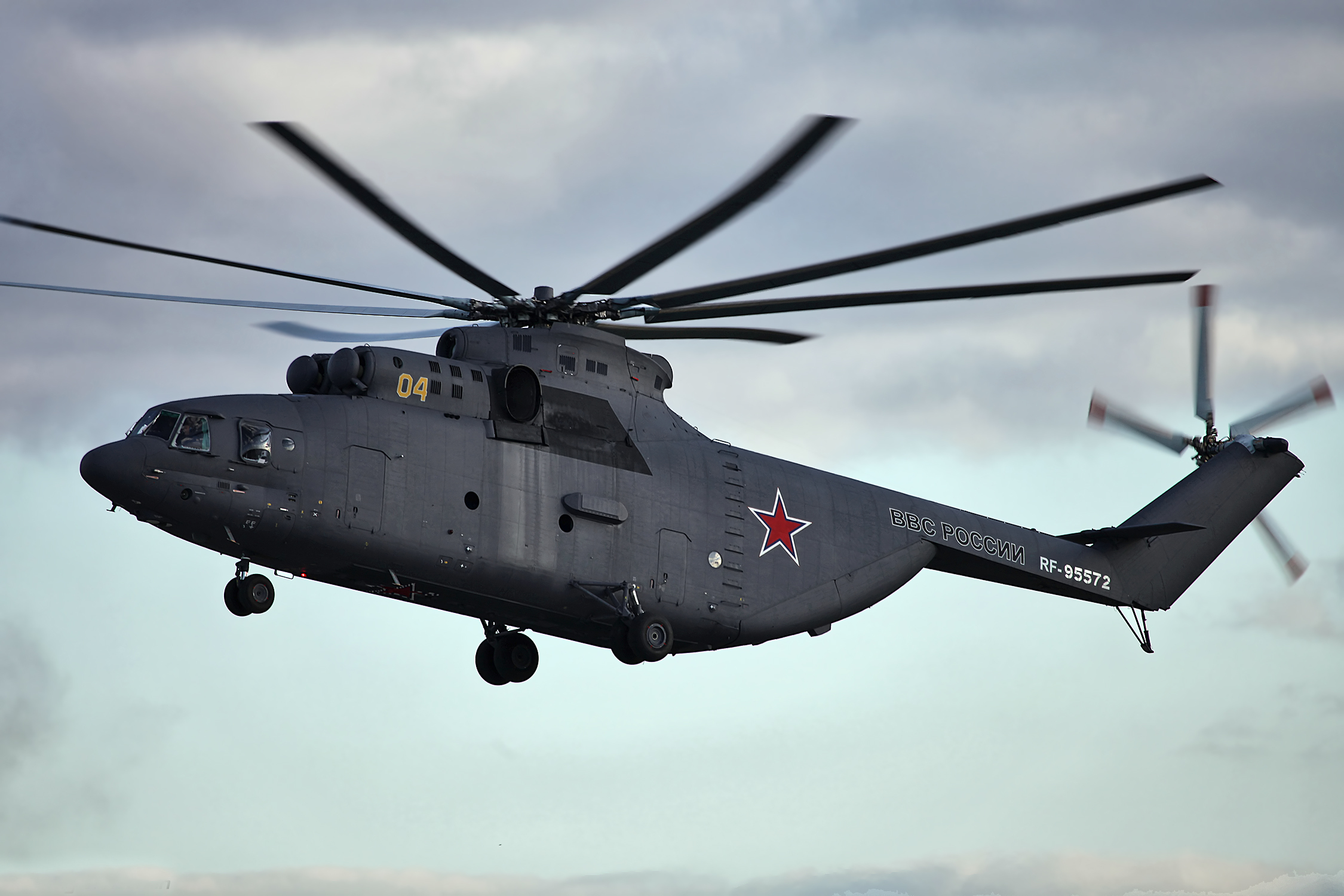
Важкий транспортний вертоліт Мі-26

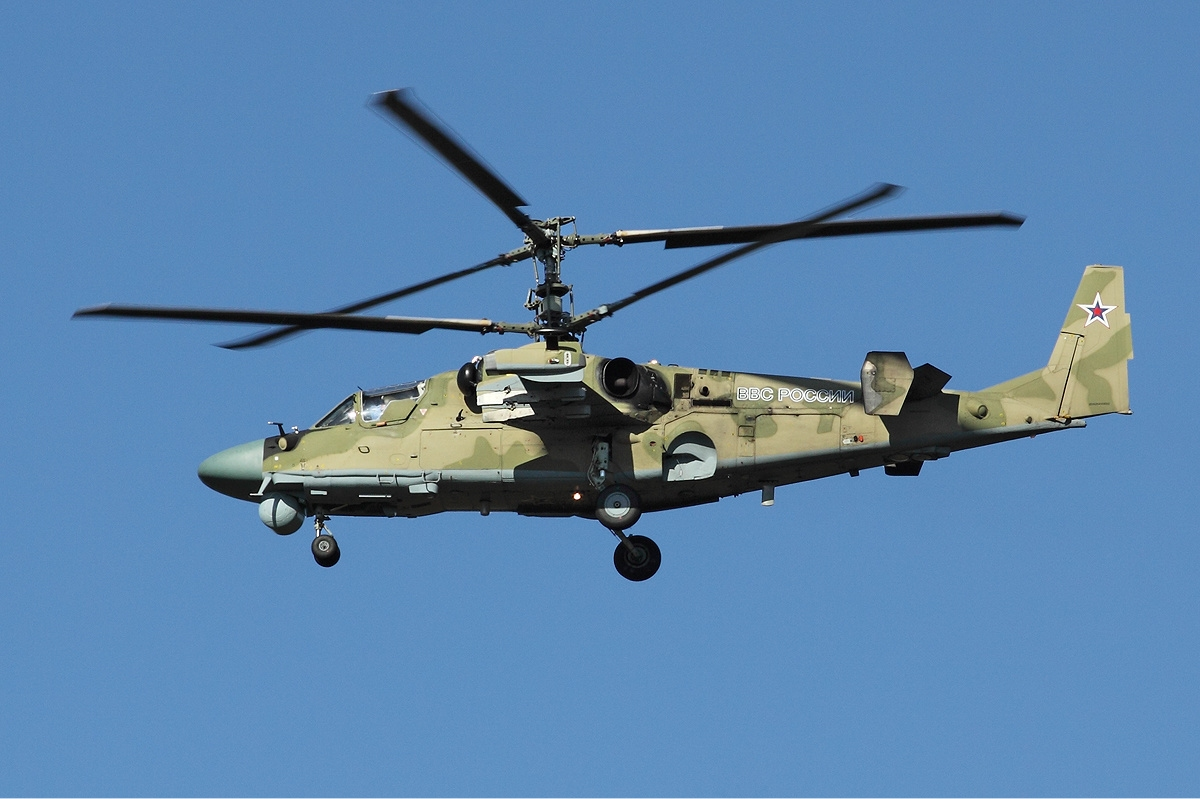
Ударний вертоліт Ка-52

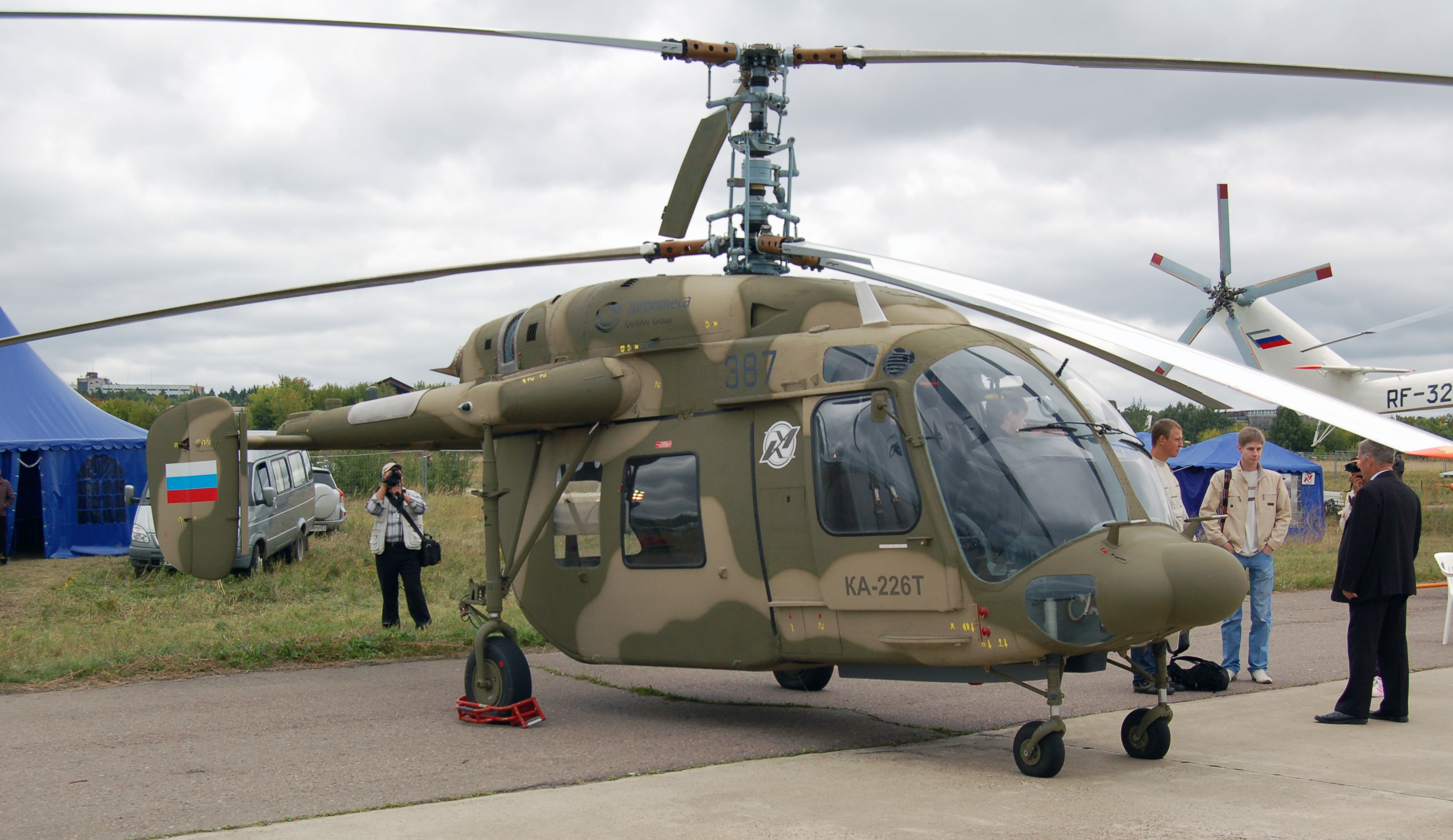
Легкий вертоліт Ка-226Т

Авіаційна промисловість Росії — велика галузь російського машинобудування, яка дісталась Російській Федерації після розпаду СРСР.
У галузі літакобудування Російська Федерація випускає, зокрема, винищувачі, бомбардувальники, навчально-бойові, військово-транспортні, пасажирські літаки, в сфері вертольотобудування — транспортні і бойові вертольоти.
За обсягом випущеної продукції військового літакобудування, Росія знаходиться на 2-му місці в світі (більше 100 літаків за 2010 рік), вертольотобудування — на 3-му місці в світі (6 % світового ринку вертольотів).
Основними виробниками авіаційної техніки в Росії є «Об'єднана авіабудівна корпорація» і «Вертольоти Росії».

## Історія

### Російська імперія
До виготовлення дирижаблів в Російській імперії приступили в 1908 році. Пізніше виникло кілька приватних підприємств з виготовлення двигунів і літаків.
Перші успіхи царської авіації, відбулися на теренах України, та сталися 1910 року — 4 червня, професор Київського політехнічного інституту князь Олександр Кудашев пролетів декілька десятків метрів на літаку-біплані власної конструкції; 16 червня, молодий київський авіаконструктор Ігор Сікорський вперше підняв у повітря власний літак, а ще за три дні, відбувся політ літака інженера Якова Гаккеля незвичайної на той час схеми — біплан з фюзеляжем (бімоноплан).
Розвиток авіації в 1911-1913 роках йшов доволі повільно. В 1913 році в Російській імперії налічувалося 4 невеликих заводи та 2 майстерні з виробництва і збирання літаків, і лише в травні 1914 року військове міністерство розмістило на них замовлення на виробництво 292 літаків.
Розвиток авіації стримувала слабкість матеріальної частини та необхідність постачань авіаційних компонентів з-за кордону, особливо авіамоторів (виробництво авіаційних двигунів до початку Першої світової війни в 1914 році в Росії було відсутнє, якщо не вважати відділення французького заводу Гнома в Москві, який виробляв не більше 5 авіадвигунів на місяць)
Авіаційна промисловість була розвинена слабко, в період до жовтня 1917 року в країні налічувалося 15 літакобудівних і 6 моторобудівних підприємств, які в основному виробляли літаки, спроєктовані за кордоном. 
- Завод «ПРТВ» Щетиніна — перший у Росії (Петербург)
- Заводи В.О. Лебедєва (Петербург, Ярославль, Таганрог)
- Завод Слюсаренко (Петербург)
- Завод Дукс (Москва)
- Російсько-Балтійський вагонний завод (Рига, Москва)
- Завод аеропланів Анатра (Одеса)

В цілому, у період до жовтня 1917 року в країні було випущено 5600 літаків.

### СРСР
- Перше (літакове) управління Наркомату оборонної промисловості СРСР
- Народний комісаріат авіаційної промисловості СРСР (НКАП) — державний орган СРСР в ранзі міністерства, який керував розвитком авіаційної промисловості СРСР в 1939—1946 рр.
- Міністерство авіаційної промисловості СРСР — скасовано Постановою Держради СРСР від 14 листопада 1991 року, припинило свою діяльність 1 грудня 1991 року.

В радянській плановій економічній системі конкуренція на вільному ринку між компаніями вважалася марнотратною. Радянська система являла собою багаторівневу систему, головні компоненти якої були проєктні бюро, відомі як ОКБ, і виробничі комплекси.
ОКБ не мали засобів для виробництва літаків і не були призначені для цього. Виробничі комплекси, своєю чергою, не мали змогли проєктувати літаки, але були прив'язані до визначених ОКБ. Таким чином виробництво літаків, було розподілено.
Експлуатаційні вимоги до повітряних суден формувалися радянськими військово-повітряними силами, для кожного окремого ОКБ, які створювали проєкт в співпраці з державними науково-дослідницькими інститутами, котрі надавали дані про аеродинамічні дослідження та доступні технології.
Саме через таку модель розробки конкурентні проєкти часто дуже схожі за зовнішнім виглядом - подібні вимоги і дослідження.
З представлених конкурентних проєктів, на основі конкурсу, обрався один виграшний проєкт, який потім передавався одному або декільком виробничим комплексам. Більшість таких комплексів знаходилося в межах Радянського Союзу, однак деякі виробничі лінії були передані союзникам в рамках Варшавського договору.
Частково з політичних міркувань розподіл виробництва був широко розкиданий, що створювало ланцюжки постачань, в яких роль державного планування була першорядною.
При експорті третього рівня, що існував в державних компаніях-експортерах, ні конструкторські бюро, ні виробничі комплекси не несли безпосередньої відповідальності за збут своєї продукції за кордоном, так само як і безпосередньо не вигравали від продажу своїх продуктів, натомість підрозділам з проєктування і виробництва виділялася така кількість ресурсів, яка була необхідною для виконання поставлених виробничих завдань.
Після розпаду Радянського Союзу, Варшавського договору та РЕВ стався розрив між кінцевими користувачами, експортними компаніями, ОКБ, виробничими підприємствами і виробниками компонентів (деякі з яких тепер проживали в нових незалежних, а іноді і ворожих державах). Наприклад, в Чехословаччині було налагоджено виробництво навчально-тренувальних літаків, в Польщі - легкі вертольоти і літаки, в Румунії також виготовлялися легкі вертольоти. Велика частина проєктування тактичних авіалайнерів ОКБ Антонов перебувала в Україні, а головний складальний завод сухопутного штурмовика Су-25 знаходився в Грузії.

### Російська Федерація
1990-ті
В кінці 1980-х років промисловість СРСР опинилася під ударом політичних змін. Зменшення міжнародної напруженості призвело до скорочення державного оборонного замовлення, а перебудова економічного укладу порушила традиційні схеми роботи підприємств. В 1991 році розпався СРСР, запустивши процес руйнування виробничих ланцюжків і ускладнивши збут продукції на традиційних ринках. Хаотична приватизація початку 1990-х і скасування системи держзакупівель за заявками авіапідприємств закінчили процес відключення галузі від державного фінансування. Таким чином, цивільні авіакомпанії практично відмовилися від закупівлі нової техніки у зв'язку з колапсом платоспроможного попиту на авіаперевезення, державне фінансування оборонних потреб було мінімальним у зв'язку з відсутністю грошей у бюджеті, а експорт нових озброєнь різко скоротився через надлишок пропозиції б/у озброєння радянських зразків і невміння розрізнених виробників просувати і підтримувати свою продукцію за кордоном. Виробництво всіх видів авіатехніки зменшилося в кілька разів.
Відмова держави від митного регулювання імпорту іноземної б/у авіатехніки і відсутність дешевих кредитів посилив колапс цивільного авіабудування Росії. Авіакомпаніям було вигідніше взяти в тривалий лізинг іноземний борт ніж купувати вітчизняний. До кінця 1990-х стало ясно, що виробники авіатехніки не мають коштів для розробки конкурентоспроможних моделей, відновлення виробничих ланцюжків і відновлення серійного виробництва літаків.
2000-ні
В кінці 90-х років держава стурбувалася катастрофічним станом галузі. Було обмежено іноземна участь у капіталі й управлінні ключовими підприємствами. Почалися спроби створити характерні для успішних капіталістичних економік інструменти фінансування галузі. Наприклад, виникла лізингова компанія Ільюшин Фінанс Ко. Для просування військової продукції створений Рособоронекспорт. Держава почала консолідацію авіабудівних активів, створивши Об'єднану авіабудівну корпорацію і Вертольоти Росії. У 2005 році була прийнята Стратегія розвитку авіаційної промисловості РФ на період до 2015 року. З 2004 по 2009 рік обсяг державного фінансування авіапрому Росії збільшився у 20 разів. У 2008 році указом Президента РФ в Жуковському створений Національний центр авіабудування Росії (НЦА).
У 2007 році зростання обсягу виробництва в авіаційній промисловості склало 16,6 % у реальному обчисленні, з них у цивільному авіабудуванні — 10,2 %, у військовому — на 19,7 %. За цей рік обсяг виробництва в авіаційній промисловості Росії склав 230 млрд руб., з яких на експорт довелося близько 30 %.
2010-ті
У 2010 році було випущено понад 100 військових літаків; обсяг виручки російських підприємств авіапрому склав понад 504 млрд рублів, з яких 31 % — частка літакобудування, 18 % — вертольотобудування, 24 % — двигунобудування, 8 % — агрегатобудування, 11 % — приладобудування, 8 % — виробництва спецтехніки. В 2011 році було випущено 267 вертольотів. У 2014 році «Об'єднана авіабудівна корпорація» поставила замовникам 161 літак (124 військових і 37 цивільних); «Вертольоти Росії» — 271 вертоліт.
Розпочато серійне виробництво кількох літаків, наприклад нових Sukhoi Superjet 100, Як-130, Су-34, перенесено виробництво і оновлено Іл-76, спільно з Україною Ан-148. Серійно випускається кілька модельних лінійок цивільних і бойових вертольотів, у тому числі нові Ансат.
З листопада 2012 року, Російська Федерація відмовилася від спільних випробувань Українського військово-транспортного літака Ан-70, а згодом 2015 року, повністю відмовилася від закупок цього літака.
У 2014 році після військової агресії Російської Федерації щодо України та позачергових виборів президента, відбулася зміна влади в Україні, підприємства якої були глибоко інтегровані в авіаційну промисловість Російської Федерації. В першу чергу це стосувалося вертолітних і авіадвигунів двигунів «Івченко-Прогрес» і «Мотор Січ». Нова влада України вимушена була відмовитися від військово-технічного співробітництва з агресором, та взяла курс на згортання виробничої кооперації з підприємствами Росії і розширення співпраці з західними компаніями. Через ці проблеми, в РФ було інтенсифіковано процес імпортозаміщення українських складових. Під загрозою з 2012 року, знаходяться спільні проєкти, зокрема Ан-148 і відновлення виробництва Ан-124.
У тому ж році США і ряд інших країн вводять мораторій на кредитування резидентів Росії і санкції проти окремих промислових підприємств.

## Авіатехніка, що проєктується та випускається
Винищувачі: Міг-29, Су-30, Су-35, Т-50 (проходить випробування), Міг-35 (проходить випробування).
Бомбардувальники: Су-34, Ту-160 (розпочаті роботи по відновленню виробництва), ПАК ДА (в розробці).
Навчальні літаки: Як-130, Як-152 (проходить випробування), СР-10 (проходить випробування).
Військово-транспортні літаки: Іл-76, Іл-112 (в розробці), Іл-214 (в розробці), ПТС «Єрмак» (в розробці).
Літаки дальнього радіолокаційного виявлення і управління А-100 (в розробці).
Літаки-амфібії: Бе-200.
Пасажирські літаки: Ту-204, Іл-96, Ан-148, Sukhoi Superjet 100, Іл-114 (розпочато роботи з відновлення виробництва), МС-21 (в розробці), ШФДМС (в розробці).
Бойові вертольоти: Мі-28, Мі-35, Ка-52.
Транспортні вертольоти: Мі-26, Ка-32.
Багатоцільові вертольоти: Мі-8, Ка-226, Ансат, Мі-38, Ка-62 (в розробці).
Безпілотні літальні апарати: Орлан-10, Тахіон, Дозор-600 (в розробці).
| Рік  | Літаки («ОАК»)              | Вертольоти («Вертольоти Росії») |
| ---- | --------------------------- | ------------------------------- |
| 2015 | 124 військових 32 цивільних | 212                             |
| 2014 | 124 військових 33 цивільних | 271                             |
| 2013 | 80 військових 32 цивільних  | 275                             |
| 2012 | 80 військових 23 цивільних  | 290                             |
| 2011 | 88 військових 7 цивільних   | 262                             |
| 2010 | 214                         |                                 |

## Організаційна структура
Активи російського авіабудування сконцентровані в двох профільних інтегрованих структурах: 
«Об'єднана авіабудівна корпорація» (до неї входять найбільші літакобудівні підприємства) і 
«Оборонпром» (до неї входять найбільші вертольотобудівний і двигуновиробничі підприємства). 
Ці компанії включають в себе 214 підприємств і організацій, у тому числі 103 — промислові, 102 — НДІ і ОКБ. 
Загальна чисельність зайнятих у російської авіаційної промисловості — понад 411 тис. осіб.
Найбільшими науковими центрами авіабудування є:
- Національний інститут авіаційних технологій (НІАТ);
- Всеросійський інститут авіаційних матеріалів (ВІАМ);
- Центральний інститут авіаційного моторобудування (ЦІАМ);
- Центральний аерогідродинамічний інститут (ЦАГІ);
- Льотно-дослідний інститут (ЛДІ);
- Державний науково-дослідний інститут авіаційних систем.
- будується (з 2008) Національний центр авіабудування Росії (м. Жуковський)

Основні виробничі майданчики:
- Комсомольський-на-Амурі авіаційний завод (випуск літаків Су-30, Су-35, Т-50, Sukhoi Superjet 100)
- Іркутський авіаційний завод (випуск літаків Су-30, Як-130, Як-152, МС-21)
- Новосибірський авіаційний завод (випуск літаків Су-34)
- Авіастар-СП (випуск літаків Іл-76 і Ту-204)
- Казанський авіаційний завод (випуск літаків Ту-214)
- Воронезьке акціонерне літакобудівне товариство (випуск літаків Ан-148 і Іл-96)
- Таганрозький авіаційний науково-технічний комплекс (випуск літаків Бе-200)
- Роствертол (випуск вертольотів Мі-28, Мі-35, Мі-26)
- Арсеньевская авіаційна компанія «Прогрес» (випуск вертольотів Ка-52)
- Казанський вертолітний завод (випуск вертольотів серії Мі-8, Ансат)
- Улан-Удэнский авіазавод (випуск вертольотів серії Мі-8)
- Кумертауське авіаційне виробниче підприємство (випуск вертольотів Ка-226, Ка-32, Ка-28, Ка-31)

## Експорт
Значна частина виробленої в Росії авіатехніки йде на експорт.
Основу експорту військових літаків становлять винищувачі (Су-30, Міг-29) та навчально-бойовий літак Як-130. В експорті цивільних літаків в останні роки домінує близькомагістральний пасажирський літак Sukhoi Superjet 100. Експортовані вертольоти: Мі-8, Мі-35, Ка-32, Ка-226 і т. д.
Портфель замовлень «Рособоронекспорту» (основного російського експортера озброєнь) по авіаційній техніці станом на початок 2016 року перевищує $22 млрд.
Найбільші угоди на експорт російської авіатехніки:
- Постачання 24 винищувачів Су-35 в Китай. Контракт укладено в 2015 році, оцінюється в суму не менше $2 млрд.[15] В кінці 2016 року замовнику були поставлені перші 4 літаки.[16]
- Постачання понад 50 винищувачів Міг-29М/М2 в Єгипет. Контракт укладений у квітні 2015 року.[17]
- Постачання 30 пасажирських літаків SSJ 100 для мексиканської авіакомпанії Interjet. Станом на березень 2017 року замовнику поставлено 22 літаки.
- Постачання 25 пасажирських літаків МС-21 для малайзійської авіакомпанії Crecom Burj Berhad[18]
- Постачання 15 пасажирських літаків SSJ 100 для ірландської авіакомпанії CityJet. Станом на березень 2017 року замовнику поставлено 4 літаки.
- Постачання 50 бойових вертольотів Ка-52 в Єгипет. Контракт укладено у 2015 році.[19]
- Організація складання не менше 200 легких багатоцільових вертольотів Ка-226Т в Індії. Угода укладена в 2015 році.[20]
- Постачання 48 нових вертольотів Мі-17-В5 для ВПС Індії. Контракт схвалений Радою з оборонних закупівель Індії в 2015 році, оцінюється в суму близько 1,1 млрд дол.[21]

## Міжнародний авіасалон МАКС
Раз на два роки, в Російській Федерації проводиться Міжнародний авіаційно-космічний салон (МАКС), в якому активну участь беруть російські виробники авіатехніки. Під час проведення авіасалону було укладено контрактів на суму: у 2005 році — $5 млрд, в 2007 — $3 млрд, в 2009 і 2011 за $10 млрд, у 2013 — $21 млрд.